# John G. Kirkwood
John Gamble Kirkwood, genannt Jack (* 30. Mai 1907 in Gotebo, Oklahoma; † 9. August 1959 in New Haven (Connecticut)), war ein US-amerikanischer Physiker und Chemiker, der sich mit statistischer Mechanik befasste.

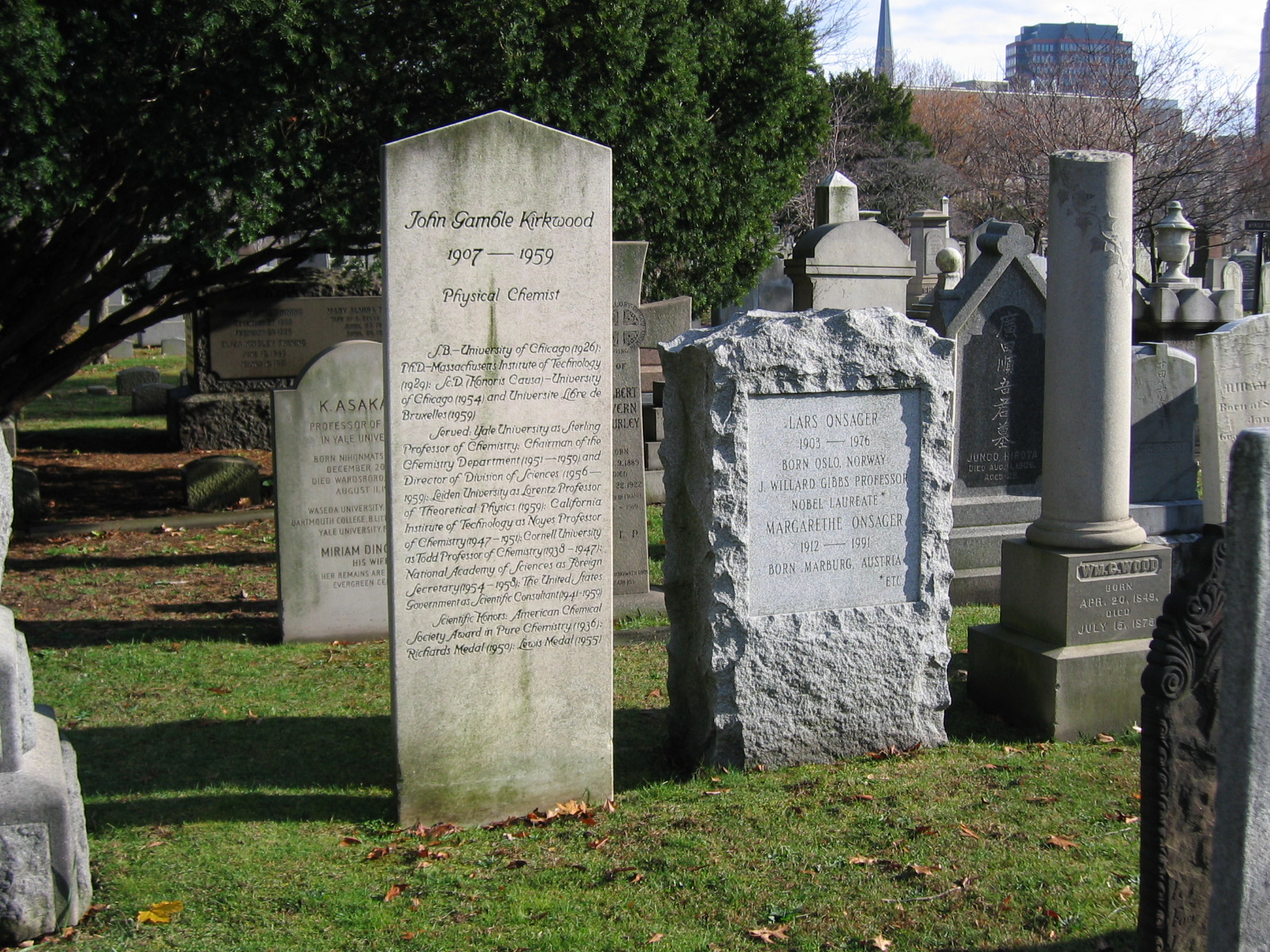
Grab von Kirkwood neben dem von Lars Onsager in New Haven

## Leben
Er wuchs in Wichita in Kansas auf. Aufgrund seines Talents besuchte er noch vor seinem High-School-Abschluss Ende 1923 das Caltech (auf Empfehlung des Chemieprofessors Arthur A. Noyes) und machte 1926 an der University of Chicago seinen Bachelorabschluss in Physik. 1929 wurde er am Massachusetts Institute of Technology (MIT) bei Frederick Keyes (1885–1976) mit der Arbeit An experimental study of the dielectric constant of carbon dioxide as a function of its density promoviert. In seiner Dissertation mass er die statischen dielektrischen Konstanten von Kohlendioxid und Ammoniak als Funktion von Temperatur und Dichte. Danach war er 1931/32 zwei Jahre in Europa, unter anderem bei Peter Debye in Leipzig und Arnold Sommerfeld in München. Danach war er zunächst wieder im Labor für Physikalische Chemie des MIT und ab 1934 Assistant Professor für Chemie an der Cornell University. 1937 wurde er Associate Professor an der University of Chicago und 1938 Professor für Chemie an der Cornell University.
Im Zweiten Weltkrieg befasste er sich mit der Physik von Explosionen und Stosswellen im Auftrag des Verteidigungsministeriums, wobei er auch mit seinem Kollegen von der Cornell University Hans Bethe zusammenarbeitete, mit dem er schon einen Aufsatz über statistische Mechanik veröffentlicht hatte. Dafür erhielt er 1945 den Meritorious Civilian Service Award der US Navy und 1947 ein Presidential Certificate of Appreciation.
1947 ging er ans Caltech, wo Noyes Professor für Chemie war. Ab 1951 war er Stirling Professor für Chemie an der Yale University, was er bis zu seinem frühen Tod aufgrund einer Krebserkrankung 1959 blieb. An der Yale University war er Director of Science und Leiter seiner Fakultät. Zuletzt war er noch 1959 Lorentz Gastprofessor an der Universität Leiden und Gastprofessor an der Universität Chicago. Er starb an Krebs.
Kirkwood befasste sich unter anderem mit der Theorie elektrolytischer Lösungen (Debye-Hückel-Theorie und deren Basis in der statistischen Mechanik) und Mischungen von Flüssigkeiten, mit Protein-Elektrophorese (mit Entwicklung eines neuen Verfahrens 1941), Verhalten von Polymeren, Theorie der chemischen Fusion und Kristallisation (mit Elizabeth Monroe).
Er ist bekannt für die Kirkwood Näherung in der statistischen Mechanik von Flüssigkeiten (1942), der er sich über die Verteilungsfunktion der Moleküle näherte. In den 1940er und 1950er Jahren war er auch an der Entwicklung der statistischen Mechanik irreversibler Prozesse beteiligt, was dann von seinem Doktoranden Robert Zwanzig, Hajime Mori, Ryogo Kubo und anderen ausgebaut wurde. Insbesondere war er der erste, der einen Transportkoeffizienten über eine Autokorrelationsfunktion ausdrückte. Kirkwood ist einer der Urheber der BBGKY-Hierarchie (die anderen Initialen stehen für Max Born, Nikolai Nikolajewitsch Bogoljubow, Herbert S. Green, der mit Born veröffentlichte, und Jacques Yvon, wobei die Autoren weitgehend unabhängig arbeiteten).
Mit seinem Doktoranden Frank P. Buff entwickelte er die Kirkwood-Buff-Theorie, eine Theorie der statistischen Mechanik von Lösungen und von Oberflächenspannung. Mit J. Riseman entwickelte er eine Theorie der Bewegung von Makromolekülen in Lösungen.
Er erhielt 1936 den Irving Langmuir Award. Kirkwood war Ehrendoktor der Universität Chicago (1954) und der Freien Universität Brüssel (1959). 1942 wurde er Mitglied der National Academy of Sciences, deren Foreign Secretary (also gleichsam deren Außenminister) er 1954 bis 1958 war. In diesem Zusammenhang setzte er sich auch für die Zusammenarbeit mit der Sowjetunion im Internationalen Geophysikalischen Jahr 1957/58 ein. 1944 wurde er in die American Philosophical Society und 1949 in die American Academy of Arts and Sciences gewählt.
1962 stiftete die American Chemical Society (Sektion New Haven) und die Fakultät für Chemie der Yale University den John G. Kirkwood Award, dessen erster Preisträger Lars Onsager war.

## Schriften (Auswahl)
(soweit nicht in den Fußnoten zitiert)
- I. Oppenheim (Herausgeber) Collected Works, 8 Bände, Gordon and Breach, 1965–1968
- The dielectric polarization of polar liquids, J. Chemical Physics, Band 7, 1939, S. 911–919
- mit E. M. Boggs (Elizabeth Monroe) The radial distribution function in liquids, J. Chemical Physics, Band 10, 1942, S. 394–402 (Kirkwood Näherung)
- Critique of the free volume theory of the liquid state, J. Chem. Phys., Band 18, 1950, S. 380–382
- mit E. K. Maun, Bernie Alder Radial distribution functions and the equation of state of a fluid composed of rigid spherical molecules, J. Chem. Phys., Band 18, 1950, S. 1040–1047
- Statistical mechanics of liquid solutions, Chem. Rev., Band 19, 1936, S. 275–307
- Statistical mechanical theory of transport processes, Teil 1,2, J. Chem. Phys., Band 14, 1946, S. 180–201, Errata, S. 347, Band 15, 1947, S. 72–76, Errata S. 155
- mit Robert Zwanzig, I. Oppenheim Statistical mechanical theory of transport processes, Teil VII, The coefficient of thermal conductivity of monatomic liquids, J. Chem. Phys., Band 22, 1954, S. 783–790